# فنسترباخ
فنسترباخ (به آلمانی: Fensterbach) یک شهر در آلمان است که در بایرن واقع شده‌است.

## خصوصیات
فنسترباخ ۲۶٫۷۹ کیلومترمربع مساحت دارد ۳۹۰ متر بالاتر از سطح دریا واقع شده‌است.